# Мартина Гледачева
Мартина Светозарова Гледачева е българска тенисистка, състезателка на ТК Локо98. През 2009 г. е поканена в отбора на България за Фед Къп, но не взима участие в нито една среща.

## Ранни години
Мартина Гледачева постига значителни успехи при девойките.
През 2006 г. е пета в ранглистата на Европейската тенис асоциация (ETA) при 16-годишните. През същата година става републиканска шампионка за девойки до 18 г., печели четири титли на сингъл и пет на двойки от международни турнири до 16-годишна възраст. За тези си успехи е обявена е от Българската федерация по тенис за най-прогресираща тенисистка. 
През 2007 г. достига до второ място в европейската ранглиста на ЕТА за девойки до 16 г., като печели три титли на сингъл и две на двойки. От 2004 г. Мартина Гледачева участва във всички национални отбори на България за 14, 16 и 18 г., като представя страната на европейски, индивидуални и отборни първенства. През 2006 г. и 2007 г. Гледачева представя България в Masters турнирите на Европейската тенис асоциация (ЕТА), където участват 8-те най-добри тенисистки в Европа.

## Професионална кариера
През 2008 г. се подготвя в школа в Италия и участва предимно на малки турнири при жените. Най-доброто ѝ класиране е достигането до полуфинал на двойки с Елора Дабия (Румъния) на турнир в Рим с награден фонд 10 000$.
През май 2009 г. играе за пръв път финал в кариерата си на турнир в Казерта (Италия), но губи в два сета. През септември отново достига до финал на турнира в Русе.
През 2010 г. печели първата си турнирна победа при двойките в италианския град Калатина. На сингъл достига до полуфиналите в Риволи и Калатина.

## Финали

### Загубени финали на сингъл (6)
| Година | Турнир        | Категория    | Съперник           | Резултат          |
| 2009   | Казерта       | ITF $ 10 000 | Мартина Ди Джузепе | 6 – 7(7) 1 – 6    |
| -      | Русе          | ITF $ 10 000 | Симона-Юлия Матей  | 2 – 6 3 – 6       |
| 2010   | Палич         | ITF $ 10 000 | Зузана Злохова     | 1 – 6 отк.        |
| -      | Бол           | ITF $ 10 000 | Дияна Бановец      | 0 – 6 0 – 6       |
| -      | Ребек         | ITF $ 10 000 | Констанс Сибил     | 3 – 6 1 – 6       |
| -      | Боле-Шарлероа | ITF $ 10 000 | Бермет Дуванаева   | 6 – 2 5 – 7 1 – 6 |

### Титли на двойки (2)
| Година | Турнир     | Категория    | Партньор           | Съперници                           | Резултат    |
| 2010   | Калатина   | ITF $ 10 000 | Лиза Сабино        | Аличе Балдучи Франческа Палмиджиано | 6 – 4 6 – 1 |
| 2011   | Сан Северо | ITF $ 10 000 | Валентина Сулпицио | Адриана Лаворети Мирям Целер        | 6 – 2 6 – 1 |

### Загубени финали на двойки (5)
| Година | Турнир  | Категория    | Партньор            | Съперници                              | Резултат                |
| 2009   | Имола   | ITF $ 10 000 | Анастасия Грималска | Бенедета Давато Лиза Сабино            | 6 – 4 2 – 6 [6 – 10]    |
| 2010   | Палич   | ITF $ 10 000 | Франческа Мадзали   | Ясмина Кайтазович Зузана Злохова       | 1 – 6 6 – 4 [7 – 10]    |
| -      | Балш    | ITF $ 10 000 | Валентина Сулпицио  | Александра Каданцу Александра Дамасчин | 3 – 6 5 – 7             |
| -      | Чампино | ITF $ 10 000 | Стефания Киепа      | Диана Еначе Валентина Сулпицио         | 4 – 6 4 – 6             |
| 2011   | Анталия | ITF $ 10 000 | Изабелла Шиникова   | Илона Кремен Деми Схюрс                | 6 – 3 6 – 7(3) [8 – 10] |

## Класиране в ранглистата в края на годината
| Година | 2008 | 2009 | 2010 |
| Сингъл | 959  | 663  | 456  |
| Двойки | 772  | 732  | 532  |